# Osteomielite
L'osteomielite (il nome deriva dal greco ὀστέον ostèon, che significa "osso", μυελός myelòs significa "midollo" e il suffisso -ite che significa "infiammazione") è un'infezione e infiammazione dell'apparato osteo-articolare che riguarda al contempo osso e relativa cavità midollare. Può essere utilmente sottoclassificata sulla base dell'agente patogeno (batteri piogeni o micobatteri), sul percorso, sulla durata e sulla posizione anatomica dell'infezione.

## Eziologia
È sostenuta da batteri, fra cui il più diffuso è lo stafilococco aureo. Gli agenti patogeni più comuni cambiano a seconda dell'età: nei bambini vi è soprattutto l'Escherichia coli, mentre negli adulti sono più frequenti altri generi di gram negativi (Klebsiella spp., Enterobacter spp. e Pseudomonas spp.). Meno comunemente può essere causata anche da funghi, virus o parassiti. L'osteomielite è l'infezione più grave che può verificarsi a danno della struttura scheletrica.
L'osteomielite può essere causata anche dalla crescita anomala delle ossa o dall'esposizione a grave batteriemia.

L'infezione ossea può derivare da diverse cause: diffusione ematogena di un focolaio infettivo distante, lesioni traumatiche profonde o gravi fratture esposte, interventi chirurgici ortopedici o diffusione dei batteri da una struttura infetta vicina.

## Eziopatogenesi
In generale, i microrganismi possono infettare l'osso attraverso uno o più di tre metodi di base: attraverso il flusso sanguigno, per contiguità spaziale da aree locali di infezione o tramite un trauma penetrante che comprende anche le cause iatrogene quali protesi articolari o osteosintesi di fratture o riempimento della radice dentale. Una volta che l'osso è infetto, i leucociti entrano nel sito di infezione nel tentativo di fagocitare gli organismi infettivi rilasciando enzimi che comportano la lisi dell'osso. Il pus si diffonde nei vasi sanguigni dell'osso, alterando il suo flusso e si vengono a creare aree devitalizzate di osso infetto, note come "sequestri ossei", che costituiscono la base di una infezione cronica. Spesso, l'organismo cercherà di creare nuovo osso intorno alla zona di necrosi. Il nuovo osso risultante è spesso chiamato involucro osseo. L'esame istologico di queste aree di osso necrotico sono la base per distinguere tra osteomielite acuta e osteomielite cronica. L'osteomielite è un processo infettivo che comprende tutte le componenti ossee, compreso il midollo osseo. Quando è cronica, può portare alla sclerosi ossea e alla deformità.
L'osteomielite cronica può essere dovuta alla presenza di batteri intracellulari (all'interno delle cellule ossee). Questi batteri sono inoltre in grado di sfuggire e invadere le altre cellule ossee. I batteri possono essere resistenti ad alcuni antibiotici. Questi elementi combinati possono spiegare la cronicità e la difficoltà nell'eradicazione di questa malattia, con conseguenti costi notevoli e disabilità, che possono condurre fino all'amputazione.
Nei neonati, l'infezione può diffondersi ad una articolazione e causare artrite. Nei bambini, grandi ascessi subperiostici si possono formare poiché il periostio è liberamente attaccato alla superficie dell'osso. Anche nel midollo osseo.
Per via del loro elevato apporto di sangue, la tibia, il femore, l'omero, la vertebra, la mascella e la mandibola sono particolarmente suscettibili di osteomielite.

## Epidemiologia
Mentre nei paesi meno industrializzati l'osteomielite è più diffusa in età infantile, nei paesi più progrediti si verifica maggiormente negli adulti.
Elenco di alcuni dati raccolti in determinati paesi del mondo:
| Nazione     | Incidenza                                                                           |
| ----------- | ----------------------------------------------------------------------------------- |
| Inghilterra | 0,4 ogni 100 000                                                                    |
| Italia      | 19 000 nuovi casi ogni anno e molti di questi vengono contratti in sala operatoria. |
| Scozia      | Anno 1970: 8,7 ogni 100 000; Anno 1997: 2,9 ogni 100 000                            |
| Lituania    | Anno 1982: 11,5 ogni 100 000; Anno 2003: 14,3 ogni 100 000                          |

## Classificazione
Da un punto di vista clinico presenta forme ad andamento acuto e cronico:
- Osteomielite ematogena acuta
- Osteomielite ematogena subacuta
- Osteomielite ematogena cronica

La differenziazione fra forma acuta e forma subacuta è la durata dei sintomi e segni clinici: nella prima meno di 14 giorni, nella seconda più di 14 giorni. Si definisce cronica quando perdura per più di 6 settimane o in cui si ha la formazione di sequestri ossei. Nella forma cronica si ha una intensa reazione periostale.

## Profilo clinico
I sintomi e segni clinici cambiano a seconda del luogo colpito; vi può essere una tumefazione o una limitazione dei movimenti. Nella forma acuta ritardata si osserva febbre e forti dolori. Si possono mostrare infezioni croniche e artrite settica; nella forma subacuta le manifestazioni sono lievi o anche assenti (asintomatica).

## Diagnosi

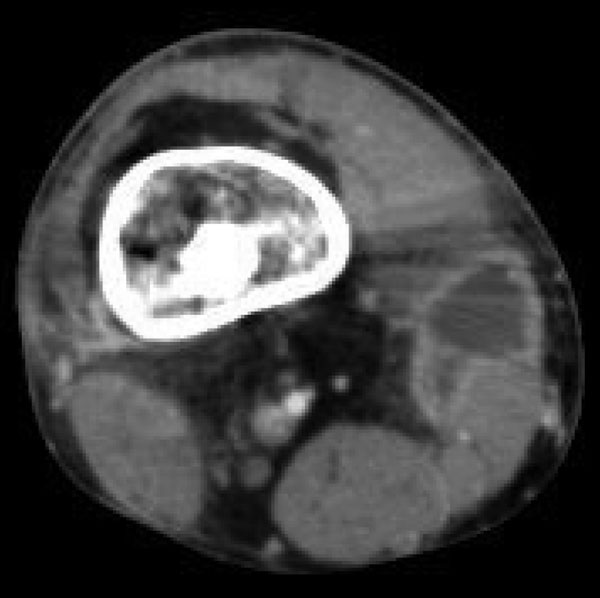
Osteomielite da Mycobacterium doricum con coinvolgimento dei tessuti molli. Tomografia computerizzata dell'estremità inferiore destra di un paziente di 21 anni, mostra la formazione di ascessi adiacenti ad una frattura del femore destro.

Per via dei pochi dati che il paziente può esporre nell'anamnesi, solitamente viene diagnosticata in ritardo. Anche le radiografie inizialmente non mostrano alcun cambiamento, in quanto le prime anomalie sono visibili circa 2 settimane dopo l'inizio dell'infezione. Per anticipare tale periodo di attesa si procede a esami ematochimici con valutazione della VES e della PCR.
Si arriva ad utilizzare sofisticate tecniche di imaging (come la scintigrafia ossea con Tecnezio 99m) solo in particolari casi, quando la diagnosi non è chiara. La risonanza magnetica e la tomografia computerizzata con iniezione di mezzo di contrasto sono gli esami che forniscono risultati migliori, ma nei bambini vi può essere una difficoltà di utilizzo a causa della necessità di sedazione. Esistono altri esami diagnostici, come l'ultrasonografia che riesce a dare un quadro sulla grandezza dei danni accessori (come nel caso di un ascesso subperiostale). Nelle forme subacute si preferisce la biopsia.

## Diagnosi differenziale
Occorre differenziarla dall'artrite settica e dalla cellulite infettiva, in quanto anche queste patologie si caratterizzano per la limitazione dei movimenti; tuttavia, la presenza di eritema le differenzia dall'osteomielite. Inoltre anche fratture e masse tumorali possono avere manifestazioni simili. La leucemia, soprattutto nelle forme acute, mostra un quadro clinico simile (dolore, zoppia, febbre e osteopenia rilevata da radiografie). In questo caso, occorre fare attenzione ad altre manifestazione come la presenza di ecchimosi o discrasie leucocitare. Per il sarcoma di Ewing, la differenziazione avviene tramite biopsia.

## Prognosi
Agli inizi del XX secolo circa il 20% dei pazienti con una osteomielite diffusa andavano incontro alla morte. Con le metodiche di nuova concezione, il rischio di morte è diventato trascurabile, rimanendo solo un 5% circa di possibili complicanze.

## Terapia

### Terapia farmacologica
Nella forma acuta occorre somministrare antibiotici in vena. Si somministrano flucloxacillina e clindamicina (in caso di allergia alle penicilline). Per le forme sostenute da gram positivi resistenti (Staphylococcus aureus) è possibile utilizzare la vancomicina o la teicoplanina. La durata del trattamento cambia a seconda della forma: 4-6 settimane per la forma acuta, arrivando ai 12 per quella cronica.

### Terapia chirurgica
Nella forma cronica si interviene con la pulizia chirurgica, e si procede con l'escissione dei tessuti infetti; le perdite di sostanza provocate vengono richiuse grazie all'utilizzo di lembi adiacenti o di lembi microvascolarizzati. Nella forma acuta precoce non si ricorre ad interventi chirurgici.

## Complicanze
Fra le possibili complicanze:
- Osteomielite ricorrente. Questo rischio viene diminuito con l'allungarsi della terapia farmacologica.
- Disseminazione a distanza, rara. Si riscontra nella forma acuta.
- Frattura patologica nel contesto delle strutture ossee necrotiche, in riassorbimento o neo-formate.
- Arresto della crescita.
- Amiloidosi